# Cryptococcus
Cryptococcus ist eine Gattung weitverbreiteter Hefen (Sprosspilzarten) aus der Familie der Filobasidiaceae. Kryptokokken, so die deutsche Bezeichnung, bilden runde, 3–6 Mikrometer große Sprosszellen. Zur Gattung gehören die Kryptokokkose-Erreger Cryptococcus neoformans, Cryptococcus gattii und Cryptococcus bacillisporus.
Cryptococcus ist eine Formgattung, welche die anamorphen (sich nur asexuell vermehrenden) Formen der Gattung Filobasidiella umfasst. Vertreter, deren teleomorphe (sexuelle) Form nicht zu Filobasidiella gehört, werden heute in andere Gattungen gestellt.
Cryptococcus ist weltweit der häufigste Erreger invasiver Pilzinfektionen, die zusammengefasst als Kryptokokkose bezeichnet werden, und ist mit einer der höchsten Sterblichkeitsraten verbunden. Behandlungsbedürftige Infektionen durch Kryptokokken werden mit Antimykotika therapiert (insbesondere Fluconazol, Amphotericin B, 5-Flucytosin oder Itraconazol). Jährlich erkranken weltweit geschätzt eine Million Menschen an einer Kryptokokken-Hirnhautentzündung, von denen 625.000 Patienten daran sterben. Kryptokokken sind die häufigsten Erreger einer Hirnhautentzündung im subsaharischen Afrika.

## Arten (Auswahl)
Es gibt 70 anerkannte Arten, nicht alle lösen eine Kryptokokkose aus.
- Cryptococcus adeliensis Scorzetti, Petrescu, Yarrow & Fell
- Cryptococcus aerius (Saito) Nann.
- Cryptococcus albidus (Saito) C.E. Skinner
- Cryptococcus albidosimilis
- Cryptococcus amylolentus
- Cryptococcus antarcticus
- Cryptococcus aquaticus (E.B.G. Jones & Slooff) Rodr. Mir. & Weijman
- Cryptococcus ater
- Cryptococcus bhutanensis
- Cryptococcus consortionis
- Cryptococcus curvatus (Diddens & Lodder) Golubev
- Cryptococcus diffluens (Zach) Lodder & Kreger-van Rij
- Cryptococcus dimennae Fell & Phaff
- Cryptococcus flavus (Saito) Á. Fonseca, Boekhout & Fell
- Cryptococcus gastricus Reiersöl & di Menna
- Cryptococcus gattii (Vanbreus. & Takashio) Kwon-Chung & Boekhout
- Cryptococcus laurentii (Kuff.) C.E. Skinner
- Cryptococcus luteolus (Saito) C.E. Skinner
- Cryptococcus macerans (Freder.) Phaff & Fell
- Cryptococcus magnus (Lodder & Kreger-van Rij) Baptist & Kurtzman
- Cryptococcus neoformans (San Felice) Vuill.
- Cryptococcus oeirensis Á. Fonseca, Scorzetti & Fell
- Cryptococcus phenolicus
- Cryptococcus podzolicus (Babeva & Reshetova) Golubev
- Cryptococcus skinneri Phaff & Carmo Souza
- Cryptococcus terreus Di Menna
- Cryptococcus victoriae M.J. Montes et al.
- Cryptococcus vishniacci